# SSOT
SSOT (spanisch Sistema Satelital para la Observación de la Tierra) ist ein chilenischer Erdbeobachtungssatellit. Er wurde am 17. Dezember 2011 vom Centre Spatial Guyanais mit einer Sojus-2.1a-Rakete zusammen mit vier Elisa-Satelliten für das französische Militär und dem französischen Satelliten Pléiades-1A in eine sonnensynchrone Erdumlaufbahn gebracht.

## Nutzlast
SSOT ist ein Erdbeobachtungssatellit und soll für das chilenische Verteidigungsministerium Aufnahmen der Erdoberfläche mit einer Auflösung von bis zu 1,45 m im panchromatischen und 6 m bei vierkanaligen Multispektralaufnahmen liefern können. Der Satellit hat eine Masse von 117 kg und basiert auf dem Satellitenbus Myriade des CNES. Hauptauftragnehmer war EADS Astrium.